# Draposa
Draposa là một chi nhện trong họ Lycosidae.